# 阿麗亞·亞崔迪
阿麗亞·亞崔迪（英語：Alia Atreides） 是由法兰克·赫伯特创造的「沙丘宇宙」中的虚构人物。该角色出现在该系列的第一部小说1965年的《沙丘》中，最初在赫伯特手稿的第一个版本中被杀。 在《模擬》杂志编辑约翰·坎贝尔（John Campbell）的建议下，赫伯特在最终出版版本中讓她活了下來。阿麗亞接下来将在《沙丘救世主》（1969年）和《沙丘之子》（1976年）中作为主角出现。
在小说中，阿麗亞是勒托·亞崔迪公爵和傑西卡夫人的女兒, 也就是保羅·亞崔迪的妹妹，在她父亲去世八个月后出生在阿拉基斯星球上，由於出生前母親傑西卡夫人正在經受考驗時暴露在生命之水下在出生時就成為了教。后来被她的追随者称为“刀的聖阿麗亞”。成年后，她成为哥哥保罗的忠实盟友，后来也成为他孩子的摄政王。但她被後來被她已故外祖父男爵弗拉迪米爾·哈肯尼的人格所占据。